# Cronaca nera (film 1947)
Cronaca nera è un film italiano del 1947 diretto da Giorgio Bianchi.

## Distribuzione
Il film venne distribuito nel circuito cinematografico italiano a partire dal 15 febbraio 1947.